# Nový Salaš
Nový Salaš és un poble i municipi d'Eslovàquia. Es troba a la regió de Košice, a l'est del país.

## Història
La primera referència escrita de la vila data del 1330.

## Demografia
| Godina             | 1994 | 2004    | 2014   | 2024    |
| ------------------ | ---- | ------- | ------ | ------- |
| Nombre de persones | 222  | 197     | 210    | 256     |
| Diferència         |      | −11,26% | +6,59% | +21,90% |

| Godina             | 2023 | 2024   |
| ------------------ | ---- | ------ |
| Nombre de persones | 246  | 256    |
| Diferència         |      | +4,06% |